# Acalypha membranacea
Acalypha membranacea är en törelväxtart som beskrevs av Achille Richard. Acalypha membranacea ingår i släktet akalyfor, och familjen törelväxter. Inga underarter finns listade i Catalogue of Life.